# 内田義広
内田 義広（うちだ よしひろ、1906年 - 1988年）は、日本の詩人作詞家。

## 来歴
山梨県生まれ。笛吹市石和町出身。教職に就きながら、詩の同人誌「中央山脈」を創刊、『花の群落』『笛吹川の水辺にて』などの詩集も発表している。また山梨県内の校歌作詞にも携わっていた。

## 著書
- 百羽の雁 詩集 （日本未来派発行所、1954年）[2]
- 花の群落 内田義広詩集 （日本未来派の会、1976年）[3]
- 故園に歌う 内田義広詩集 （内田義広詩碑建立委員会、1979年）[4]
- 笛吹川の水辺にて （サンリオ、1980年）[5]

## 校歌
高等学校・特別支援学校 
- 山梨県立上野原高等学校 （作曲：藤山一郎）
- 駿台甲府高等学校 （作曲：藤山一郎）
- 山梨県立やまびこ支援学校 （作曲：藤山一郎）
- 山梨県立わかば支援学校 （作曲：藤本秀夫）

小・中学校 
- 甲府市立千代田小学校 （作曲：保坂梅芳）
- 甲府市立北西中学校 （作曲：古谷宏）
- 甲斐市立竜王北小学校 （作曲：藤山一郎）
- 甲斐市立敷島南小学校 （作曲：藤山一郎）
- 南アルプス市立白根板野小学校 （作曲 久保島武）
- 南アルプス市立八田小学校 （ただし補作、作曲：藤山一郎）
- 甲州市立塩山南小学校 （作曲：藤山一郎）
- 甲州市立玉宮小学校 （作曲：藤山一郎）
- 山梨市立三富小学校 （ただし旧校歌、作曲：藤山一郎）
- 笛吹市立石和北小学校 （作曲：久保島武）
- 笛吹市立八代小学校 （ただし現校歌、作曲：藤山一郎）
- 笛吹市立浅川中学校 （作曲：小山章三）
- 北杜市立長坂小学校 （作曲：藤山一郎）
- 大月市立笹子中学校（現 大月第一中学校）（作曲：小林秀雄）
- 上野原市立棡原中学校（現 上野原中学校）（作曲：森義八郎）